# Samorządność pracownicza
Samorządność pracownicza, określana również jako samorządność organizacyjna i zarządzanie pracą – forma zarządzania organizacją opartą na samodzielnie kierowanych procesach pracowniczych po stronie pracowników. Samozarządzanie jest cechą charakterystyczną socjalizmu, z propozycjami samozarządzania pojawiającymi się wielokrotnie w historii ruchu socjalistycznego, popieranymi na różne sposoby przez wolnościowych i rynkowych socjalistów, komunistów i anarchistów.
Istnieje wiele odmian samozarządzania. W niektórych wariantach wszyscy pracownicy-członkowie zarządzają przedsiębiorstwem bezpośrednio poprzez zgromadzenia, podczas gdy w innych formach pracownicy sprawują funkcje zarządcze pośrednio poprzez wybór wyspecjalizowanych menedżerów. Samozarządzanie może obejmować nadzór i nadzorowanie organizacji przez wybrane organy, wybór wyspecjalizowanych menedżerów lub samozarządzanie bez udziału wyspecjalizowanych menedżerów jako takich. Celem samozarządzania jest poprawa wyników poprzez przyznanie pracownikom większej autonomii w ich codziennych działaniach, zwiększenie morale, zmniejszenie wyobcowania i wyeliminowanie wyzysku w połączeniu z własnością pracowników.
Przedsiębiorstwo, które jest zarządzane we własnym zakresie, jest określane jako przedsiębiorstwo zarządzane przez pracowników. Samozarządzanie odnosi się do praw kontroli w organizacji produkcyjnej, różniących się od kwestii własności i systemu ekonomicznego, w ramach którego organizacja działa. Samozarządzanie organizacją może zbiegać się z własnością pracowniczą organizacji, ale może również istnieć w kontekście organizacji będących własnością publiczną oraz w ograniczonym zakresie w ramach spółek prywatnych w formie współzarządzania i reprezentacji pracowników w zarządzie.

## Teoria ekonomiczna

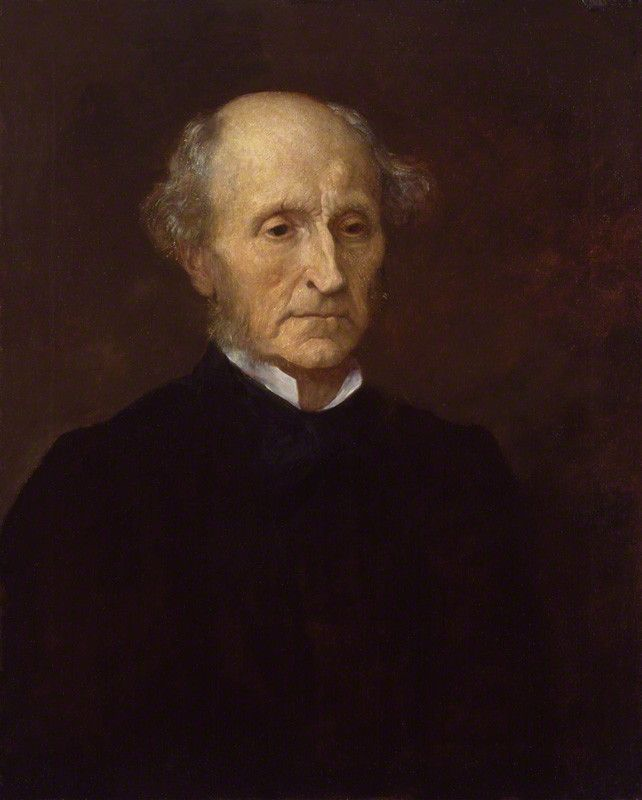
Klasyczny ekonomista John Stuart Mill wspierał idee spółdzielni.

System gospodarczy składający się z samozarządzanych przedsiębiorstw jest czasami określany jako gospodarka partycypacyjna, gospodarka zarządzana we własnym zakresie lub gospodarka spółdzielcza. Ten model ekonomiczny jest główną wersją socjalizmu rynkowego i zdecentralizowanej gospodarki planowej, wynikającą z przekonania, że ludzie powinni mieć możliwość uczestniczenia w podejmowaniu decyzji, które wpływają na ich dobrobyt. Do głównych zwolenników samozarządzania socjalizmem rynkowym w XX wieku należą ekonomiści Benjamin Ward, Jaroslav Vanek i Branko Horvat. Model Ward-Vanka zakłada dyfuzję ról przedsiębiorczych wśród wszystkich partnerów przedsiębiorstwa.
Branko Horvat zauważa, że uczestnictwo jest nie tylko bardziej pożądane, ale także bardziej opłacalne ekonomicznie niż tradycyjne zarządzanie hierarchiczne i autorytarne, o czym świadczą pomiary ekonometryczne, które wskazują na wzrost wydajności przy większym udziale w podejmowaniu decyzji. Według Horvata, zmiany te kierują świat w stronę samorządowego, socjalistycznego sposobu organizacji.
W ekonomicznej teorii samozarządzania pracownicy nie są już pracownikami, lecz partnerami w administrowaniu swoim przedsiębiorstwem. Teorie zarządzania na korzyść większego samozarządzania i samokierowania działalnością powołują się na znaczenie autonomii dla wydajności w firmie, a ekonomiści na korzyść samozarządzania twierdzą, że spółdzielnie są bardziej wydajne niż firmy zarządzane centralnie, ponieważ każdy pracownik otrzymuje część zysku, tym samym bezpośrednio wiążąc swoją wydajność z poziomem wynagrodzenia.
Historycznymi postaciami ekonomicznymi, które wspierały spółdzielnie i pewnego rodzaju samozarządzanie, byli anarchista Pierre-Joseph Proudhon, klasyczny ekonomista John Stuart Mill i neoklasyczny ekonomista Alfred Marshall. Współcześni zwolennicy samozarządzania to między innymi amerykański ekonomista marksistowski Richard D. Wolff, anarchistyczny filozof Noam Chomsky oraz teoretyk i socjolog Marcelo Vieta.

### Firmy zarządzane samorządnie
Teoria firmy samorządniczej wyjaśnia zachowanie, wydajność i charakter samodzielnie zarządzanych form organizacyjnych. Chociaż firmy zarządzane samorządnie (lub zarządzane przez pracowników) mogą być równoznaczne z własnością pracowniczą (własnością pracowników), te dwa pojęcia są różne i jedno nie musi oznaczać drugiego. Zgodnie z tradycyjną neoklasyczną teorią ekonomii, w konkurencyjnej gospodarce rynkowej posiadanie aktywów kapitałowych przez pracowników (siłę roboczą danej firmy) nie powinno mieć znaczącego wpływu na wyniki firmy.
Klasyczny liberalny filozof John Stuart Mill uważał, że spółdzielnie prowadzone przez pracowników i będące ich własnością ostatecznie wyprą tradycyjne kapitalistyczne (zarządzane kapitałowo) firmy z konkurencyjnej gospodarki rynkowej ze względu na ich wyższą efektywność i silniejszą strukturę motywacyjną. Podczas gdy zarówno Mill, jak i Karol Marks uważali, że demokratyczne zarządzanie pracownicze będzie na dłuższą metę bardziej efektywne w porównaniu z zarządzaniem hierarchicznym, Marks nie miał nadziei na to, że firmy zarządzane przez pracowników i będące ich własnością będą w stanie wyprzeć tradycyjne firmy kapitalistyczne z gospodarki rynkowej. Pomimo ich zalet w zakresie efektywności, w zachodnich gospodarkach rynkowych firma zarządzana przez pracowników jest stosunkowo rzadkim zjawiskiem.
Benjamin Ward skrytykował obiektywną funkcję firm zarządzanych pracowniczo. Według Warda, firma zarządzana przez pracowników dąży do maksymalizacji zysku netto dla wszystkich swoich członków, w przeciwieństwie do tradycyjnie kapitalistycznych firm, których celem jest maksymalizacja zysku dla zewnętrznych właścicieli. Obiektywna funkcja firmy zarządzanej siłą roboczą stwarza zachętę do ograniczania zatrudnienia w celu zwiększenia dochodu netto dotychczasowych członków firmy. W ten sposób gospodarka składająca się z firm zarządzanych siłą roboczą miałaby tendencję do niepełnego wykorzystania siły roboczej i do wysokiego poziomu bezrobocia.

### W ekonomii klasycznej
W XIX wieku idea samozarządzanej gospodarki została po raz pierwszy w pełni opisana przez anarchistycznego filozofa i ekonomistę Pierre’a-Josepha Proudhona. Ten model ekonomiczny został nazwany mutualizmem, aby podkreślić wzajemne relacje między jednostkami w tym systemie (w przeciwieństwie do pasożytnictwa społeczeństwa kapitalistycznego) i obejmował spółdzielnie działające w gospodarce wolnorynkowej.
John Stuart Mill twierdził, że spółdzielnie prowadzone przez robotników ostatecznie wyprą z konkurencyjnej gospodarki rynkowej tradycyjne przedsiębiorstwa kapitalistyczne (zarządzane kapitałowo) ze względu na ich wyższą efektywność.
Karol Marks opowiadał się za ideą wolnego zrzeszania się producentów jako charakterystyczną dla społeczeństwa komunistycznego, gdzie procesy samozarządzania zastąpiły tradycyjne pojęcie państwa scentralizowanego. Koncepcja ta jest związana z marksistowską ideą przekraczania wyobcowania.

### W gospodarce radzieckiej
Model gospodarczy typu radzieckiego, praktykowany w byłym Związku Radzieckim i bloku wschodnim, jest krytykowany przez socjalistów za brak powszechnego samozarządzania i wkładu w zarządzanie ze strony pracowników przedsiębiorstw. Jednak zarówno w ujęciu bolszewickim, jak i w perspektywie Marksa pełna transformacja procesu pracy może nastąpić dopiero po wyeliminowaniu przez postęp techniczny pracy ponurej i powtarzalnej, która nie została jeszcze osiągnięta nawet w zaawansowanych gospodarkach zachodnich.

## Teoria zarządzania
W swojej książce Drive: The Surprising Truth About What Motivates Us Daniel H. Pink argumentuje na podstawie dowodów empirycznych, że samozarządzanie/podejmowanie samodzielnych działań, opanowanie, autonomia i cel (definiowane jako nagrody wewnętrzne) są znacznie skuteczniejszymi zachętami niż zyski pieniężne (nagrody zewnętrzne). Według Pink’a, dla zdecydowanej większości pracy w XXI wieku samozarządzanie i związane z nim nieodłączne bodźce mają o wiele większe znaczenie niż przestarzałe przesłanki o zarządzaniu hierarchicznym i nadmierne poleganie na rekompensacie pieniężnej jako nagrodzie.
Najnowsze badania sugerują, że bodźce i premie mogą mieć pozytywny wpływ na wyniki i motywację autonomiczną. Według tych badań kluczem jest ujednolicenie premii i zachęt w celu wzmocnienia, a nie ograniczania, poczucia autonomii, kompetencji i pokrewieństwa (trzy potrzeby, które teoria samostanowienia określa dla motywacji autonomicznej).

## Ruchy polityczne

### W Europie
Samozarządzanie pracownicze stało się podstawowym składnikiem niektórych organizacji związkowych, w szczególności rewolucyjnego syndykalizmu, który został wprowadzony pod koniec XIX wieku we Francji i socjalizmu gildyjnego na początku XX wieku w Wielkiej Brytanii, chociaż oba ruchy upadły na początku lat 20. XX w. Francuski związek zawodowy CFDT (Confédération Française Démocratique du Travail) włączył samozarządzanie pracownikami do swojego programu z 1970, a następnie go porzucił. Filozofia samozarządzania robotniczego jest promowana przez organizację Robotnicy Przemysłowi Świata (IWW) od jej założenia w Stanach Zjednoczonych w 1905.
Krytycy samozarządzania robotniczego z lewicy, tacy jak Gilles Dauvé i Jacques Camatte, nie wyrażają się o tym modelu jako reakcyjnym, ale po prostu jak o nie postępowym w kontekście rozwiniętego kapitalizmu. Tacy krytycy sugerują, że kapitalizm jest czymś więcej niż tylko relacją zarządzania. Sugerują raczej, że kapitalizm powinien być postrzegany jako całość społeczna, którą samozarządzanie pracownicze samo w sobie tylko utrwala i nie podważa, mimo pozornie radykalnej idei i aktywności. Teoria ta jest wykorzystywana do wyjaśnienia, dlaczego samozarządzanie w Jugosławii nigdy nie wykraczało poza granice większej gospodarki państwowo-monopolowej, lub dlaczego wiele nowoczesnych zakładów będących własnością pracowniczą ma tendencję do powrotu do zatrudniania menedżerów i księgowych już po kilku latach działalności.
Socjalizm gildyjny to ruch polityczny popierający robotniczą kontrolę nad przemysłem za pośrednictwem gildii związanych z handlem „w domniemanym stosunku umownym ze społeczeństwem”. Pochodzi z Wielkiej Brytanii i był najbardziej wpływowy w pierwszej ćwierci XX wieku. Był silnie związany z G.D.H. Cole’em i pod wpływem idei Williama Morrisa. Jeden z istotnych eksperymentów z samozarządzaniem robotniczym miał miejsce podczas Rewolucji Hiszpańskiej (1936–1939). W książce Anarchosyndykalizm (1938) Rudolf Rocker ta opisywał przemiany w Hiszpanii: „Lecz przejmując grunty i zakłady przemysłowe pod swoje własne kierownictwo zrobili pierwszy i najważniejszy krok na drodze do socjalizmu. Przede wszystkim oni (samorządni robotnicy i chłopi) udowodnili, że pracownicy, nawet bez kapitalistów, są w stanie prowadzić produkcję i robić to lepiej niż wielu głodnych zysku przedsiębiorców”.

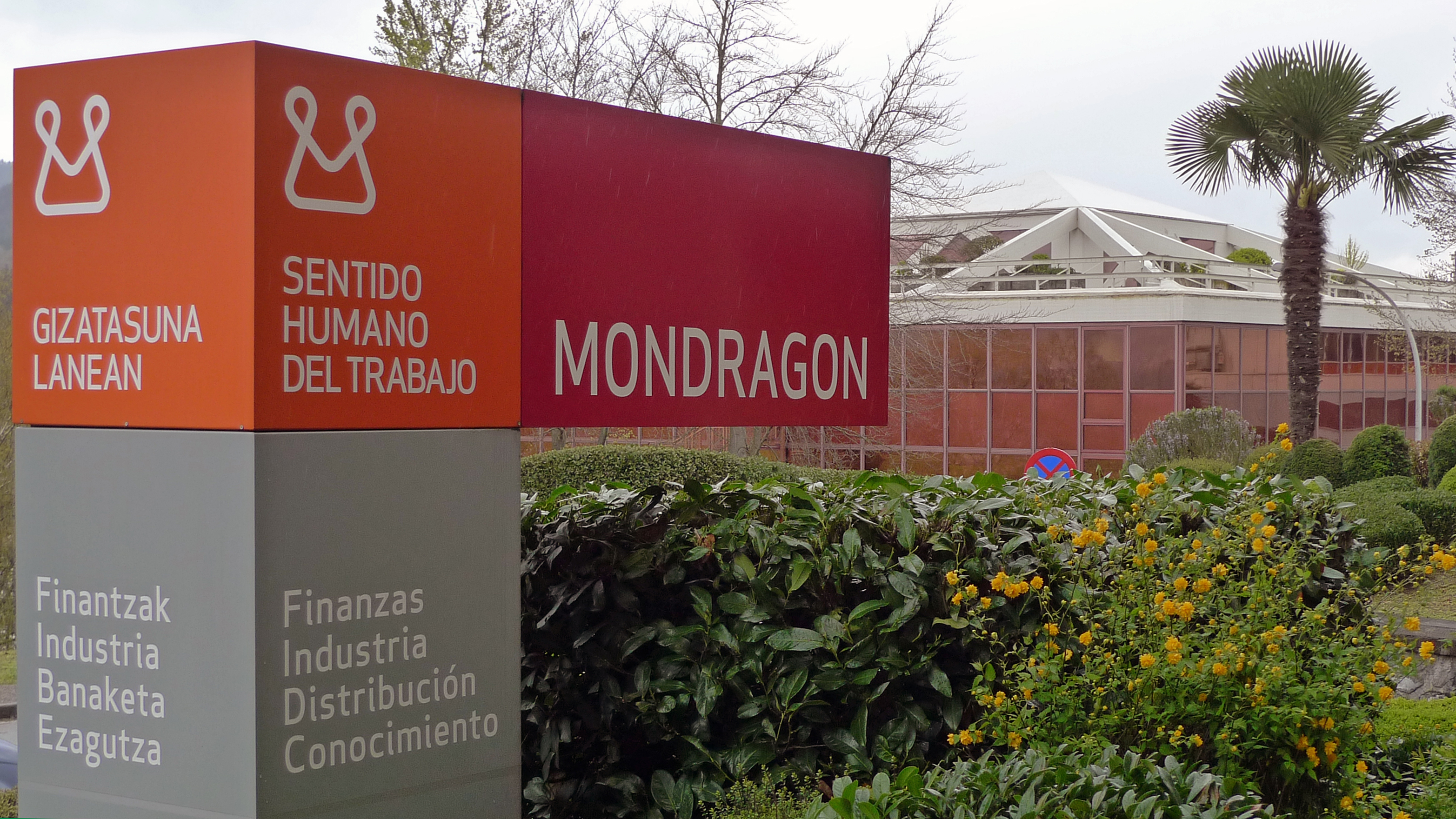
Logo Mondragon, prawdopodobnie najdłużej trwający przykład samozarządzania pracowników na świecie

W szczytowym okresie zimnej wojny w latach 50. Jugosławia opowiadała się za tym, co oficjalnie nazywano socjalistycznym samozarządzaniem w odróżnieniu od krajów bloku wschodniego, z których wszystkie praktykowały centralne planowanie i scentralizowane zarządzanie swoimi gospodarkami. Gospodarka Jugosławii była zorganizowana według teorii Josipa Broz Tito i bardziej bezpośrednio Edvarda Kardelja. Również chorwacki naukowiec Branko Horvat wniósł znaczący wkład w teorię samorządności pracowników (radničko samoupravljanje) praktykowaną w Jugosławii. Ze względu na neutralność Jugosławii i jej wiodącą rolę w Ruchu Państw Niezaangażowanych, jugosłowiańskie firmy eksportowały zarówno na rynki zachodnie, jak i wschodnie. Jugosłowiańskie firmy realizowały wiele dużych projektów infrastrukturalnych i przemysłowych w Afryce, Europie i Azji.
Po maju 1968 we Francji fabryka zegarów LIP z siedzibą w Besançon, od 1973, po decyzji kierownictwa o jej likwidacji, stała się samodzielnym zarządem. Doświadczenie LIP było emblematycznym konfliktem społecznym po 1968 we Francji. Związkowiec Charles Piaget prowadził strajk, w którym pracownicy domagali się kontroli środków produkcji. Zunifikowana Partia Socjalistyczna (PSU), do której należał były Radykał Pierre Mendès-France, opowiadała się za samozarządzaniem.
W Kraju Basków w Hiszpanii, Kooperatywa Mondragon stanowi być może najdłużej trwający i najbardziej udany przykład samozarządzania pracowników na świecie. Został on opracowany przez zróżnicowaną grupę ludzi, takich jak ekonomista z Richard D. Wolff. Z kolei książka badawcza Capital and the Debt Trap autorstwa Claudii Sanchez Bajo i Bruno Roelansa przedstawia, jak można zorganizować gospodarkę na zasadzie alternatywnej dla kapitalistycznego sposobu produkcji.
W związku z kryzysem gospodarczym w Grecji w 2010, wiele fabryk zostało zajętych i stało się samorządnymi.

### Ameryka Północna
W okresie Wielkiego Kryzysu spółdzielnie robotnicze i użytkowe rozkwitły do tego stopnia, że ponad połowa amerykańskich rolników należała do spółdzielni. Na ogół w całym kraju powstawały spółdzielnie robotnicze i instytucje bankowości spółdzielczej, które stały się kwitnącą alternatywą dla pracowników i klientów. W związku ze spowolnieniem gospodarczym i stagnacją w Pasie rdzy powstały spółdzielnie robotnicze, takie jak Evergreen Cooperatives, zainspirowane przez Mondragon.

### Ameryka Południowa
W październiku 2005 w Caracas w Wenezueli odbyło się pierwsze spotkanie Encuentro Latinoamericano de Empresas Recuperadas („Latynoamerykańskie Spotkanie Firm Odzyskiwanych”), w którym udział wzięli przedstawiciele 263 takich firm z różnych krajów znajdujących się w podobnej sytuacji ekonomicznej i społecznej. Głównym rezultatem spotkania było Compromiso de Caracas („Zobowiązanie Caracas”), manifest tego ruchu.

#### Ruch empresas recuperadas

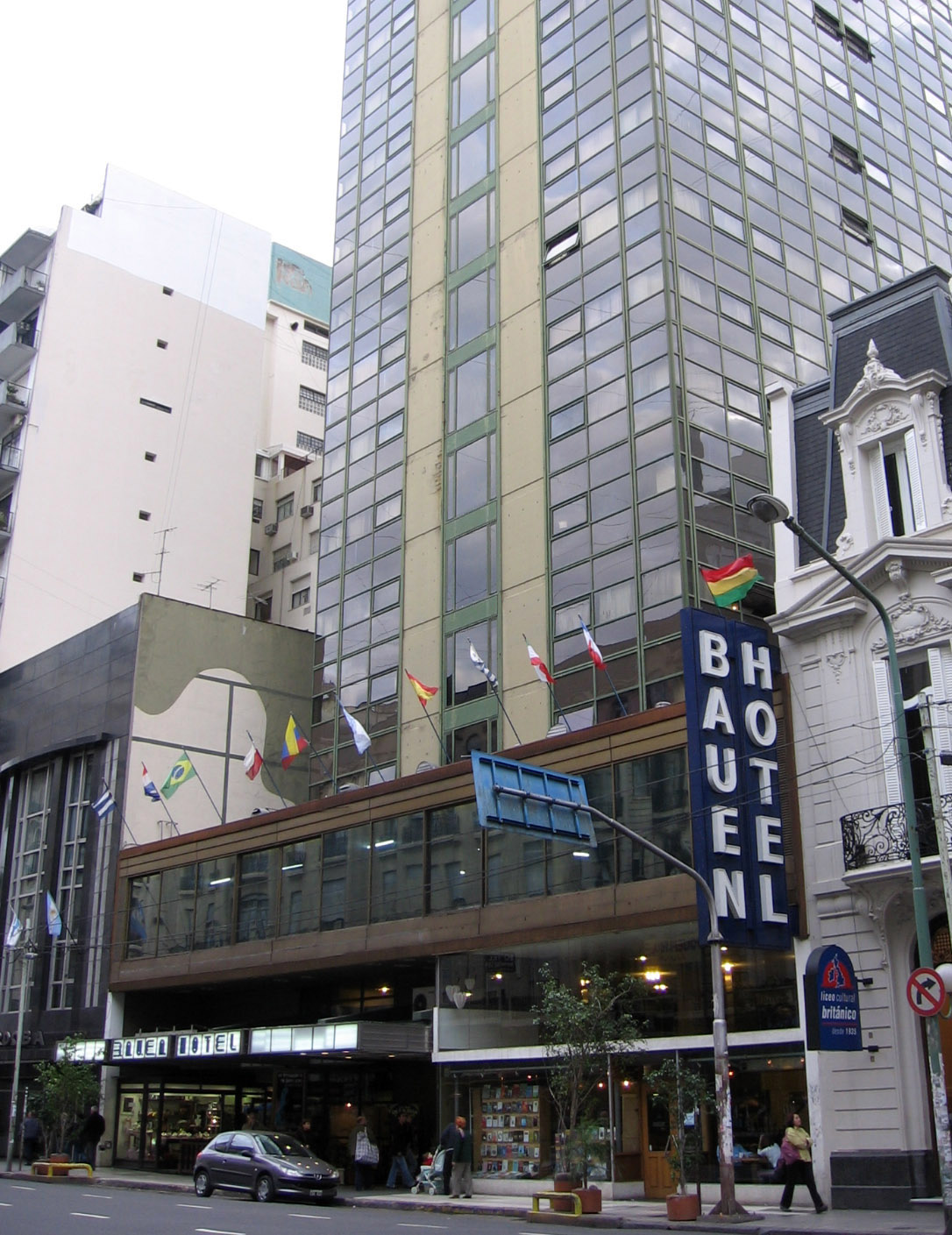
Hotel Bauen w Buenos Aires, zarządzany przez pracownice i pracowników od 2003 r.

Angielskojęzyczne dyskusje na temat tego zjawiska mogą obejmować kilka różnych tłumaczeń oryginalnego hiszpańskiego wyrażenia innego niż fabryka odzysku. Odnotowano na przykład: przedsiębiorstwo odzyskane, fabryka/firma odzyskana czy fabryka prowadzona przez pracowników. Zjawisko to znane jest również jako autogestión, pochodzące od francuskiego i hiszpańskiego słowa oznaczającego samozarządzanie (stosowane w odniesieniu do fabryk, powszechnych systemów edukacyjnych i innych zastosowań). Samozarządzanie pracownicze może zbiegać się w czasie z jego własnością pracowniczą.
Argentyński ruch pojawił się w odpowiedzi na wybuch i skutki kryzysu gospodarczego w Argentynie w 2001 i jest obecnie najważniejszym na świecie zjawiskiem samozarządzania pracowniczego. Z różnych powodów, w tym z powodu zerwanych umów o pracę, wstrząsów i kryzysów mikro- i makroekonomicznych, rosnących wskaźników wyzysku w pracy i zagrożenia bezrobociem lub rzeczywistego zamknięcia firmy z powodu upadłości, pracownicy przejęli kontrolę nad fabrykami i sklepami, w których byli zatrudnieni, często po zajęciu fabryki w celu obejścia lokautu.
Empresas recuperadas oznacza „odzyskane/odzyskiwane przedsiębiorstwa/fabryki/spółki”. Hiszpański czasownik recuperar oznacza nie tylko „odzyskać” czy „odebrać”, ale również „przywrócić używalność”. Chociaż początkowo termin ten odnosił się do obiektów przemysłowych, może on również dotyczyć przedsiębiorstw innych niż fabryki (np. Hotel Bauen w Buenos Aires).
W latach dziewięćdziesiątych XX wieku w południowej prowincji Neuquén w Argentynie miały miejsce drastyczne wydarzenia gospodarcze i polityczne, w wyniku których obywatele ostatecznie zrobili zryw. Chociaż pierwsza zmiana miała miejsce w jednej fabryce, szefowie byli stopniowo zwalniani w całej prowincji, tak że do 2005 pracownicy prowincji kontrolowali większość fabryk.
Ruch ten pojawił się w odpowiedzi na lata kryzysu, które doprowadziły do zapaści gospodarczej w Argentynie w 2001 włącznie. W latach 2001–2002 około 200 argentyńskich firm zostało odzyskanych przez swoich pracowników i przekształconych w spółdzielnie pracownicze. Do wybitnych przykładów należą fabryka Brukman, Hotel Bauen i FaSinPat (wcześniej znany jako Zanon). W 2020 około 16 000 argentyńskich pracowników prowadziło blisko 400 odzyskanych fabryk.
Zjawisko empresas recuperadas nie jest nowe w Argentynie. Takie ruchy społeczne zostały raczej całkowicie zlikwidowane podczas tzw. brudnej wojny w latach siedemdziesiątych. Toteż podczas pierwszych miesięcy rządów Héctora Cámpory (maj-lipiec 1973), dość umiarkowanego i lewicowego peronisty, miało miejsce około 600 konfliktów społecznych, strajków i okupacji fabryk. Wiele odzyskanych fabryk/przedsiębiorstw/zakładów pracy jest prowadzonych spółdzielczo, a pracownicy w wielu z nich otrzymują takie samo wynagrodzenie. Ważne decyzje dotyczące zarządzania są podejmowane w sposób demokratyczny przez zgromadzenie wszystkich pracowników, a nie przez zawodowych menedżerów.
Rozprzestrzenianie się tych „rekonwalescencji” doprowadziło do powstania ruchu odzyskiwania fabryk, który jest powiązany z różnorodną siecią polityczną obejmującą socjalistów, peronistów, anarchistów i komunistów. Pod względem organizacyjnym obejmuje dwie duże federacje fabryk odzyskanych, po lewej stronie większy Movimiento Nacional de Empresas Recuperadas (Krajowy Ruch Przedsiębiorstw Odzyskiwanych, MNER), a po prawej mniejszy Krajowy Ruch Fabryk Odzyskiwanych (MNFR). Niektóre związki zawodowe, bezrobotni protestujący (tzw. piqueteros) czy tradycyjne spółdzielnie pracownicze i szereg grup politycznych również wspierały te przejęcia. W marcu 2003, z pomocą MNER, byli pracownicy luksusowego Hotelu Bauen zajęli budynek i przejęli nad nim kontrolę.
Jedną z trudności takiego ruchu jest jego konflikt z klasycznym systemem gospodarczym, ponieważ większość klasycznie zarządzanych firm z różnych powodów (m.in. wrogość ideologiczna i sama zasada samozarządzania) odmawiała współpracy z odzyskanymi fabrykami. W ten sposób odizolowanym przedsiębiorstwom odzyskiwanym łatwiej jest współpracować w budowaniu alternatywnego, bardziej demokratycznego systemu gospodarczego i osiągnąć krytyczną wielkość i siłę, które umożliwią im negocjacje ze zwykłymi firmami kapitalistycznymi. Ruch ten doprowadził w 2011 do powstania nowego prawa upadłościowego, które ułatwia przejmowanie przez pracowników. Ustawodawstwo zostało podpisane przez prezydent Cristinę Kirchner 29 czerwca 2011.